# Rhodesia subtecta
Rhodesia subtecta — вид грибів, що належить до монотипового роду  Rhodesia.